# Horst Sauerwein
Horst Sauerwein (* 3. Dezember 1960) ist ein ehemaliger österreichischer Fußballspieler.

## Trivia
Beim BFV-Hallenmasters wurde er 1990, damals Spieler des SV Sigleß, zum besten Spieler des Turniers gewählt.

## Einsatzdaten
1. ↑  Einsatzdaten nur von der Spielzeit 1982/83
2. ↑  Hallenmasters Archiv, abgerufen am 16. November 2023.

| Personendaten    | Personendaten                   |
| ---------------- | ------------------------------- |
| NAME             | Sauerwein, Horst                |
| KURZBESCHREIBUNG | österreichischer Fußballspieler |
| GEBURTSDATUM     | 3. Dezember 1960                |